# Octobri Mense
 De Octobri Mense  è un'enciclica di papa Leone XIII, datata 22 settembre 1891, e dedicata alla preghiera del Rosario.
Delle nove encicliche che Leone XIII dedica alla preghiera del Rosario, questa è la più importante e significativa del suo pontificato.
Nell'Enciclica, il Pontefice riassume i motivi fondamentali della devozione a Maria ed afferma l'importanza della recita assidua del Rosario. Maria meriterebbe tutta la nostra fiducia perché essa sarebbe la creatura più potente presso Gesù per la sua maternità e più vicina a noi per la sua bontà. In lei perciò, dice il Papa, possiamo vedere la mediatrice e colei che intercede presso il Figlio per noi. Tra le forme di culto a Maria, il Rosario sarebbe una tra le più gradite a lei, tra le più efficaci per noi. Il papa raccomanda vivamente di ricorrere al Rosario con fiducia e perseveranza, unendo alla preghiera la penitenza, per ottenere ogni bene anche alla Chiesa.